# Simbabwische Cricket-Nationalmannschaft in den West Indies in der Saison 1999/2000
Die Tour der simbabwischen Cricket-Nationalmannschaft in die West Indies in der Saison 1999/2000 fand vom 11. bis zum 28. März 2000 statt. Die internationale Cricket-Tour war Bestandteil der Internationalen Cricket-Saison 1999/2000 und umfasste zwei Tests. Die West Indies gewannen die Serie 2–0.

## Vorgeschichte
Die West Indies bestritten zuvor eine Tour in Neuseeland, Simbabwe eine Tour gegen England. Dies war die erste Tour, bei dem die beiden Mannschaften aufeinander trafen.

## Stadien
Die folgenden Stadien wurden für die Tour als Austragungsort vorgesehen.
| Stadt         | Land                | Stadion           | Kapazität | Spiele  |
| ------------- | ------------------- | ----------------- | --------- | ------- |
| Kingston      | Jamaika             | Sabina Park       | 20.000    | 2. Test |
| Port of Spain | Trinidad und Tobago | Queen’s Park Oval | 25.000    | 1. Test |

## Kaderlisten
Simbabwe benannte seinen Kader am 2. März 2000.
| Test | Test |
| West Indies | Simbabwe |
| --- | --- |
| - Jimmy Adams (K) - Curtly Ambrose - Sherwin Campbell - Shivnarine Chanderpaul - Chris Gayle - Adrian Griffith - Wavell Hinds - Ridley Jacobs (wk) - Reon King - Franklyn Rose - Courntey Walsh | - Andy Flower (K, wk) - Alastair Campbell - Stuart Carlisle - Grant Flower - Murray Goodwin - Trevor Gripper - Neil Johnson - Pommie Mbangwa - Brian Murphy - Henry Olonga - Bryan Strang - Heath Streak |

## Tour Matches
| 4. – 6. März Scorecard | St. George’s | Zimbabweans 428 (124.4) & 24-0 (10) | – | West Indies Board XI 198 (87.3) |
|                        |              | Remis                               |   |                                 |

| 10. – 13. März Scorecard | Pointe-à-Pierre | West Indies Board President’s XI 349 (97.4) & 417 (108.3) | – | Zimbabweans 394 (134.1) |
|                          |                 | Remis                                                     |   |                         |

## Tests

### Erster Test in Port of Spain
| 16. – 20. März Scorecard | Port of Spain | West Indies 187 (80.4) & 147 (75) | – | Simbabwe 236 (107) & 63 (47) |
|                          |               | West Indies gewinnt mit 35 Runs   |   |                              |

Simbabwe gewann den Münzwurf und entschied sich als Feldmannschaft zu beginnen. Als Spieler des Spiels wurde Curtly Ambrose ausgezeichnet.

### Zweiter Test in Kingston
| 24. – 28. März Scorecard | Kingston | Simbabwe 308 (115.4) & 102 (59.5)  | – | West Indies 339 (164.1) & 75-0 (12.4) |
|                          |          | West Indies gewinnt mit 10 Wickets |   |                                       |

Simbabwe gewann den Münzwurf und entschied sich als Schlagmannschaft zu beginnen. Als Spieler des Spiels wurde Jimmy Adams ausgezeichnet.

## Auszeichnungen

### Player of the Series
Als Player of the Series wurden der folgende Spieler ausgezeichnet.
| Serie | Player of the Series |
| ----- | -------------------- |
| Test  | Franklyn Rose        |

### Player of the Match
Als Player of the Match wurden die folgenden Spieler ausgezeichnet.
| Spiel   | Player of the Match |
| ------- | ------------------- |
| 1. Test | Curtly Ambrose      |
| 2. Test | Jimmy Adams         |